# Thelwall
Thelwall is een plaats in het bestuurlijke gebied Warrington, in het Engelse graafschap Cheshire. De plaats telt 9.377 inwoners.